# ماري ويلان
ماري ويلان (بالإنجليزية: Mary Whelan)‏ هي دبلوماسية أيرلندية، ولدت في القرن العشرين.